# Вилтон (Њу Хемпшир)
Вилтон (енгл. Wilton) насељено је место без административног статуса у америчкој савезној држави Њу Хемпшир.

## Демографија
По попису из 2010. године број становника је 1.163, што је 73 (-5,9%) становника мање него 2000. године.
| Група             | 2000.         | 2010.         |
| Белци             | 1.203 (97,3%) | 1.102 (94,8%) |
| Афроамериканци    | 1 (0,1%)      | 7 (0,6%)      |
| Азијати           | 8 (0,6%)      | 13 (1,1%)     |
| Хиспаноамериканци | 12 (1,0%)     | 26 (2,2%)     |
| Укупно            | 1.236         | 1.163         |